# Muscoli abduttori
Gli abduttori sono muscoli che consentono lo spostamento di un arto nella direzione laterale.

## Tipi fondamentali
- Abduttore breve e lungo del pollice, necessari per il movimento della mano;
- Il deltoide dal tronco e il trapezio dal dorso, sull'omero;
- I glutei che si inseriscono sul bacino e sul femore;
- I muscoli peronei e l'estensore lungo delle dita che agiscono sulla gamba.